# Magister equitum

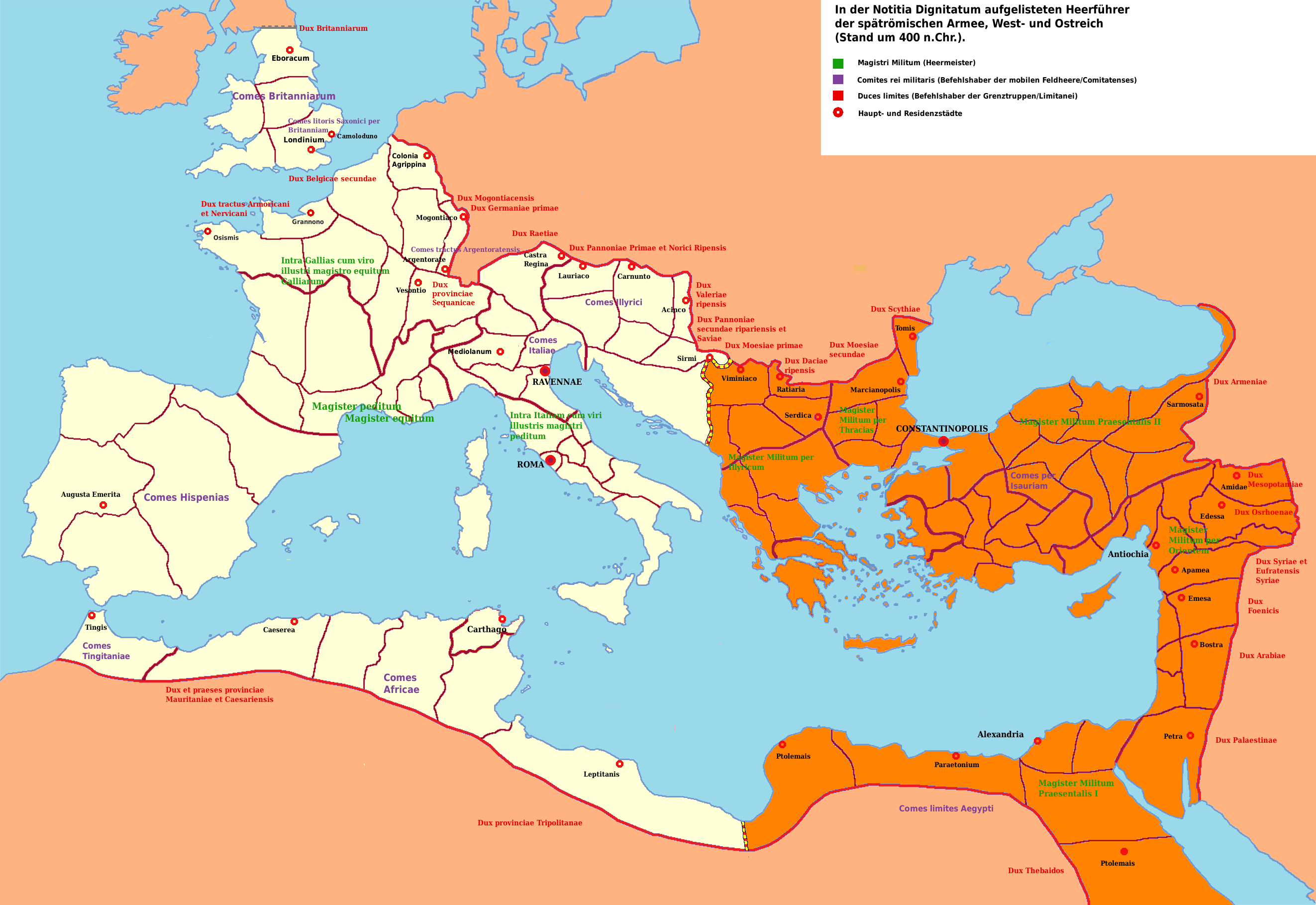
Heerführer der ost- und weströmischen Armee im 5. Jahrhundert n. Chr.

Das Amt des magister equitum (lateinisch für Reiteroberst) war in der Römischen Republik eine temporäre Magistratur, die dem Diktator unterstand.

## Zeit der Republik
In der republikanischen Zeit wurde das Reiterführeramt nur in Krisenzeiten vom Diktator als dessen militärischem Stellvertreter besetzt. Der Reiterführer bezog damit ein Amt mit der starken Stellung eines Stellvertreters des Diktators einerseits, andererseits ein Amt mit schwacher eigener Amtsmacht. Es handelte sich um ein unselbstständiges Amt der Obermagistratur, denn der Reiterführer durfte im Bereich der Verteidigung des Heeres zwar eigene Entscheidungen fällen, auf Kriegshandlungen durfte er sich aber erst auf ausdrücklichen Befehl des Diktators einlassen. In der (legendären) Königszeit vereinigte der rex das Vorrecht, auf dem Pferd dem Heer vorzustehen, noch auf sich selbst. Genau diesem Gestus aber wollte die republikanische Verfassung den Boden entziehen, um sich gegenüber dieser Zeit deutlich abzugrenzen. 
Der Reiterführer wurde vom Diktator, nach dessen eigener Amtseinführung, regelmäßig bei Tagesanbruch ernannt. Beide Ämter endeten gleichzeitig durch Abdikation. Im Falle des Todes des Reiterführers hatte der Diktator umgehend für einen Ersatzmann zu sorgen. Rechtlich wurde der magister equitum, nachdem er anfänglich im Rang hinter dem Praetor stand, diesem gleichgesetzt. Dementsprechend verfügte er über sechs Liktoren als äußeres Zeichen seiner Machtbefugnisse. Wie alle hohen römischen Magistratsbeamten trug er die toga praetexta (eine purpurverbrämte Toga).
Im Prinzip war das Amt jedem römischen Bürger zugänglich, auch ohne vorher den cursus honorum durchlaufen zu haben. Häufig wurden die Reiterführer aus dem Lager der Konsulare rekrutiert; dies weil der häufigste diktatorische Ernennungsgrund, die rei gerundae causa, die Weitsicht und Erfahrung der Konsulare erforderlich machte. Als Stellvertreter des Diktators ging der Reiterführer den Ämtern der ordentlichen Obermagistrate vor. Eine Absetzung des jeweiligen Amtsträgers durch Dritte war nicht möglich. In einem Verfassungsentwurf Ciceros war dem Reiterführer das Recht zugesprochen, mit dem Senat zu verhandeln. Marcus Antonius nutzte dies in der Zeit als Reiterführer Caesars. Mit der Abschaffung der Diktatur nach dem Tode Caesars verschwand auch das republikanische Amt des magister equitum.

## Spätantike
Zu Beginn der Spätantike wurde im Zuge der Militärreformen Konstantins des Großen ein Amt eingeführt, dessen Amtsträger zum Teil magister equitum genannt wurden; dieses Amt hatte jedoch im Vergleich zum republikanischen Amt gänzlich andere Funktionen. Die Kaiser, vor allem im Westteil des Reiches, ernannten je einen Oberkommandierenden („Heermeister“) für die Reiterei, den magister equitum, und die Infanterie (magister peditum). In der Realität kommandierten diese jedoch Teile beider Truppengattungen, so dass die Unterscheidung auch in den Quellen oft entfiel. Konstantin scheint sich in der Terminologie am republikanischen Vorbild des magister equitum orientiert zu haben, nicht jedoch bei dessen Funktionsbestimmung, die sich an den Erfordernissen spätantiker römischer Herrschaft orientierte. Seit der Mitte des 4. Jahrhunderts wurden auch separate magistri für Regionalverbände (wie z. B. der magister equitum per Gallias) ernannt. Ab 400 wurden die beiden Ämter für Kavallerie und Infanterie dann meist im Posten des magister militum („Heermeister“) zusammengeführt.